# ジストロフィー
ジストロフィー（英語：Dystrophy）とは、病気や栄養失調による組織の変性であり、多くの場合遺伝性である。

## 種類
- 筋ジストロフィー
  - デュシェンヌ型筋ジストロフィー
  - ベッカー型筋ジストロフィー
  - 筋緊張性ジストロフィー
- 反射性交感神経性萎縮症
- 網膜ジストロフィー
- 錐体ジストロフィー
- 角膜ジストロフィー
- リポジストロフィー
- 爪変形